# 4434 Nikulin
4434 Nikulin este un asteroid din centura principală, descoperit pe 8 septembrie 1981 de Liudmila Juravliova.